# Ládbesenyő
Ládbesenyő is een plaats (község) en gemeente in het Hongaarse comitaat Borsod-Abaúj-Zemplén. Ládbesenyő telt 325 inwoners (2001).